# Hadera
Hadera (hebraisk: חדרה) er beliggende ved den israelske middelhavskyst. Hadera lægger i Haifa-distriktet mellem Netanya og Haifa.
Byen blev grundlagt i 1891 af jødiske indvandrere fra Letland og Litauen på jord, som var blevet købt af Yehoshua Hankin (1864-1945). Sælger var den kristne effendi Selim Khoury. Jorden var af dårlig kvalitet; meget af den var sumpområder, som var beboet af nogle få palæstinensiske familier, der levede af at opdrætte vandbøfler. Byens navn kommer muligvis af det arabiske khadra, hvilket betyder grøn og refererer til sivene i sumpområderne.
Efterhånden som byen voksede, blev industrien hovederhvervet, men landbruget (bl.a. dambrug, kvæg, blomster og bananer) har stadig stor betydning i området. Byen er desuden en travl handelsby og regional hovedstad.
Hadera er 99,2% jødisk og har 91.634(2013) indbyggere, men vokser hurtigt med årligt 1,7% (2001).

## Terrorisme
Hadera var anset som forholdsvis sikkert sted, men den 26. oktober 2005 blev fem civile dræbt da en palæstinensisk selvmordsterrorist udløste sit bombebælte ved en falafelbod i byens centrum.